# Interactive Unix
O Interactive Unix - IUX - ISC Unix é um Sistema Operacional UNIX multirarefa e multiusuário para processadores Intel x86, baseado em SysV 5.3. Foi criado pela INTERACTIVE Systems Corporation.
A empresa foi comprada pela Kodak e posteriormente pela Sun Microsystems (por volta de 1992). A Sun utilizou o sistema apenas como transição para o SunOS, que ocorreu pouco tempo depois.
Até a versão ISA 3.0.1 ele suportava 16MB RAM.
Nas próximas, ele suportava 256MB RAM e barramento PCI.
Nas versões EISA sempre suportou 256MB RAM.
A versão INTERACTIVE UNIX System V/386 Release 3.2 foi produzida em 1990.
A última versão foi a INTERACTIVE UNIX System V/386 Release 3.2 Version 4.1.1 em 1995.
O suporte oficial da Sun irá até 23 de Julho de 2006.

## Literatura disponível
INTERACTIVE UNIX - A Guide for System Administrators
1995 - Sunsoft Press
Marty C. Stewart
ISBN 0-13-161613-7